# Lefkoşa (district)
Het district Lefkoşa is een van de vijf districten van de niet-erkende Turkse Republiek van Noord-Cyprus. De hoofdstad is Lefkoşa (Grieks: Λευκωσία, Levkosía). In 2011 telde het district 97.293 inwoners.
Lefkoşa · Gazimağusa · Girne · Güzelyurt · İskele